# Туманський Олександр Григорович
Олександр Туманський (23 червня 1861— 1 грудня 1920) — український аристократ з роду Канцлера Гетьманщини Туманського. Дипломат, сходознавець.    

## Життєпис
Освіту отримав у 1-й Варшавській гімназії та Михайлівському артилерійському училищі.  
У 1880 — 1891 — офіцер Російської імператорської гвардії. Військово-сходознавчу освіту здобув на Офіцерських курсах східних мов при Азійському департаменті (1888 — 1891), вивчав арабську, турецьку і перську мови. 
У 1891 — 1895 служив у Закаспійській області.  
У 1894 досліджував комунікації Персії.  
У 1900 — 1905 служив віце-консулом у Вані (Туреччина), виконуючи обов'язки негласного військового агента.  
З 1905 перебував у розпорядженні Намісника на Кавказі.  
У 1908 і 1909 знову перебував у Персії. 
У 1911 призначений завідувачем підготовчої офіцерської школи східних мов Кавказького військового командування у Тифлісі, читав лекції з арабської мови.  
За словами Ігнатія Крачковского, «Туманський був одним із рідкісних сходознавців за покликанням, а не за професією» . 
Пішов у відставку з військової служби в березні 1917 у званні генерал-майора.  Покинув Російську імперію після Жовтневого перевороту в Московщині у 1917.  
Помер в Константинополі (нині — Стамбул) 1 грудня 1920.

## Наукова діяльність
Туманський є одним із перших відкривачів для дослідників і читачів Російської імперії бабізму в Персії у середині XIX століття і перших послідовників бахаїзму на Близькому Сході.   . 
Знайшов і переклав російською мовою (1899) «Кітаб-і-Аґдас» Бахаулли. Зараз книга «Кітаб-і-Аґдас» є відкритою, в той час це було епохальне відкриття.
Під час своїх досліджень бабізму Туманський вів переписку з Едвардом Брауном через барона Віктора Розена. 
Інше його значне відкриття — віднайдення втраченої роботи Улугбека і переклад з неї стародавнього рукопису під назвою «Оулуз-і-гарбах», частина з якого «Худуд аль-алам» була опублікована в 1930 і в 1937. Привертає увагу і його книга «Військове мистецтво давніх арабів» (1897).